# مايكل ليرجيوس
مايكل ليرجيوس, حَكَم كرة قدم سويدي, وُلِدَ عام 1973.

## مسيرته و حياته
يعيش حالياً في مدينة خوفدة. كان  حكماً عالمياً في الاتحاد الدولي لكرة القدم في الفترة بين عامي 2009 و 2015.
أصبح حكماً احترافياً في عام 1996، و كان حكماً في الدوري السويدي الممتاز من عام 2006 إلى حين تقاعده. حكم ليرجيوس في 156 مباراة في الدوري السويدي الممتاز، 114 مباراة في الدوري السويدي لكرة القدم الدرجة الثانية (سوبرتان) و 31 مباراة عالمية منذ عام 2014.